# Partido do Centro (Suécia)
O Partido do Centro (sueco: Centerpartiet, C) é um partido político liberal de centro e centro-direita da Suécia.

A sua ideologia combina o liberalismo social com o agrarianismo e um certo euroceticismo, tendo um perfil amigo da descentralização e da ecologia.

Foi fundado em 1913, com o nome de Bondeförbundet (Federação dos Camponeses), tendo como base o mundo rural, em particular os pequenos agricultores do país. Adotou o novo nome de Centerpartiet (Partido do Centro) em 1957.

A atual presidente do partido é Annie Lööf (2011-).
A sua organização juvenil tem o nome Centerpartiets Ungdomsförbund.
Nas eleições legislativas de 2018 o partido recebeu 537 185 votos (8,6%, 30 assentos), e passou a apoiar no parlamento o Governo Löfven II - uma coligação do Partido Social-Democrata com o Partido Verde, apoiada pelo Partido do Centro e pelo Partido Liberal.

O partido tem 2 assentos no Parlamento Europeu.

## Ideologia

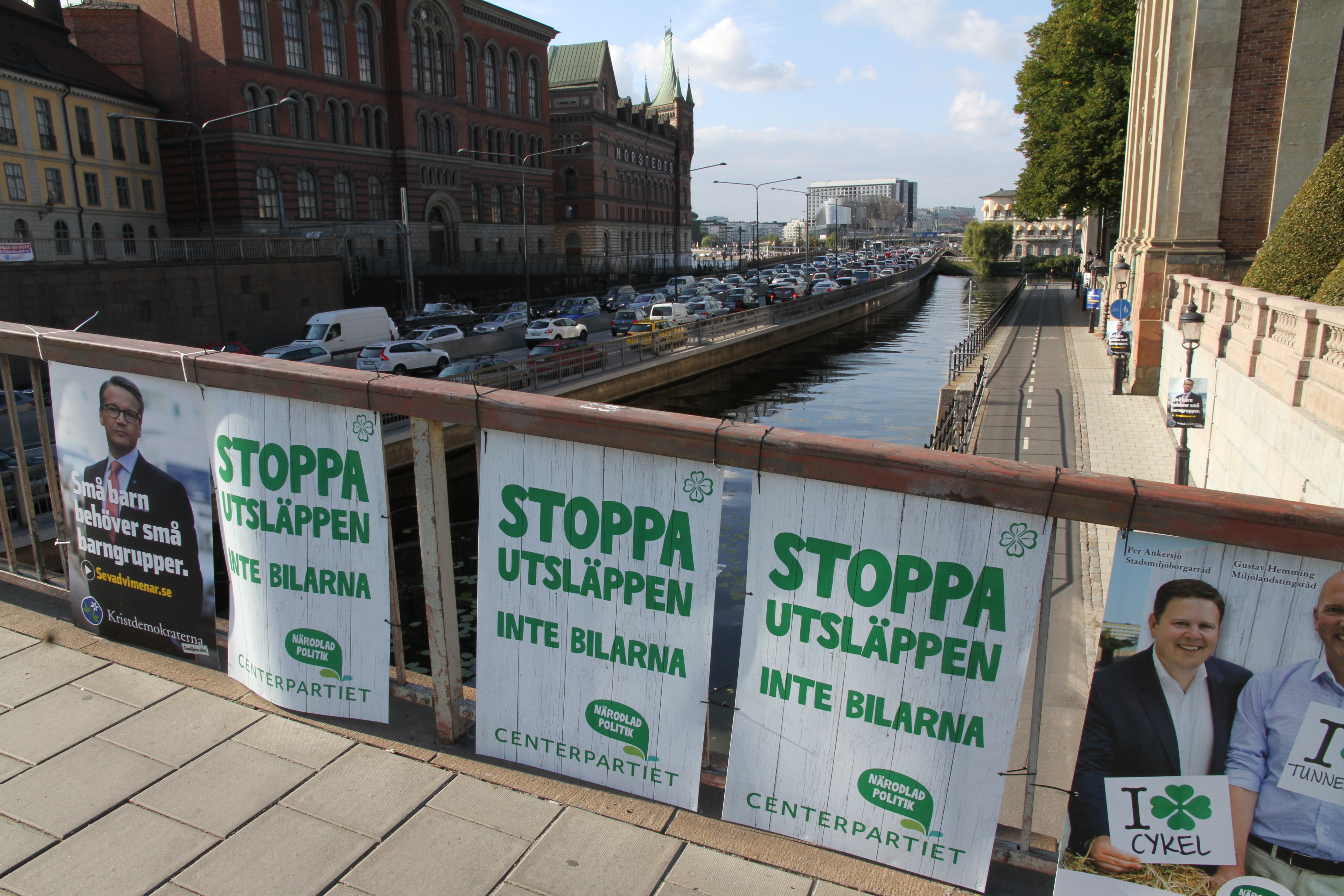
Cartazes do partido

O Partido do Centro, embora se descreva hoje como um partido liberal verde e social, tem as suas raízes ideológicas no agrarianismo, o que explica os laços estreitos que o ligam à zona rural da Suécia, tal como os seus congéneres norueguês e finlandês. No atual contexto europeu, o partido aparece como um partido social-liberal que se concentraria em questões como a agricultura eo meio ambiente. Há muito tempo que se opõe à energia nuclear, ainda antes do surgimento do Partido Verde, e sempre foi a favor da descentralização.
Hoje, o Partido do Centro é pró-europeísta. O partido sempre defendeu uma Europa federal e ingressão da Suécia na Zona Euro. No entanto, esta última posição mudou recentemente, em parte devido à pressão da juventude do partido. No Referendo sobre a adesão ao euro em 2003, o partido se posicionou no campo de não.
O partido foi descrito como um dos partidos suecos mais liberais em termos económicos pela imprensa liberal, socialista e conservadora. No entanto, o partido se descreve como um partido liberal verde, social e descentralizador. A liderança do partido muitas vezes se afastou do neoliberalismo e do libertarianismo. O partido defende impostos mais baixos, contribuições dos empregadores mais reduzidas, um mercado mais livre e um aumento nas deduções fiscais. O partido é um grande defensor das pequenas empresas, agricultores e empresários. Também querem investir em infraestrutura e transporte para que os funcionários possam trabalhar em cidades maiores, mas que ainda morem nas áreas rurais (e vice-versa). Na política económica, eles vêem os social-democratas e os democratas-suecos como seus oponentes.

## Departamentos locais
O Partido do Centro tem sedes em todo o país, como em Blekinge, Dalarna, Gotland, Gotemburgo, Jönköping, Kalmar, Skåne e Örebro. Além disso, o Partido do Centro está representado nos municípios e conselhos de condados.

## Resultados eleitorais

### Eleições legislativas

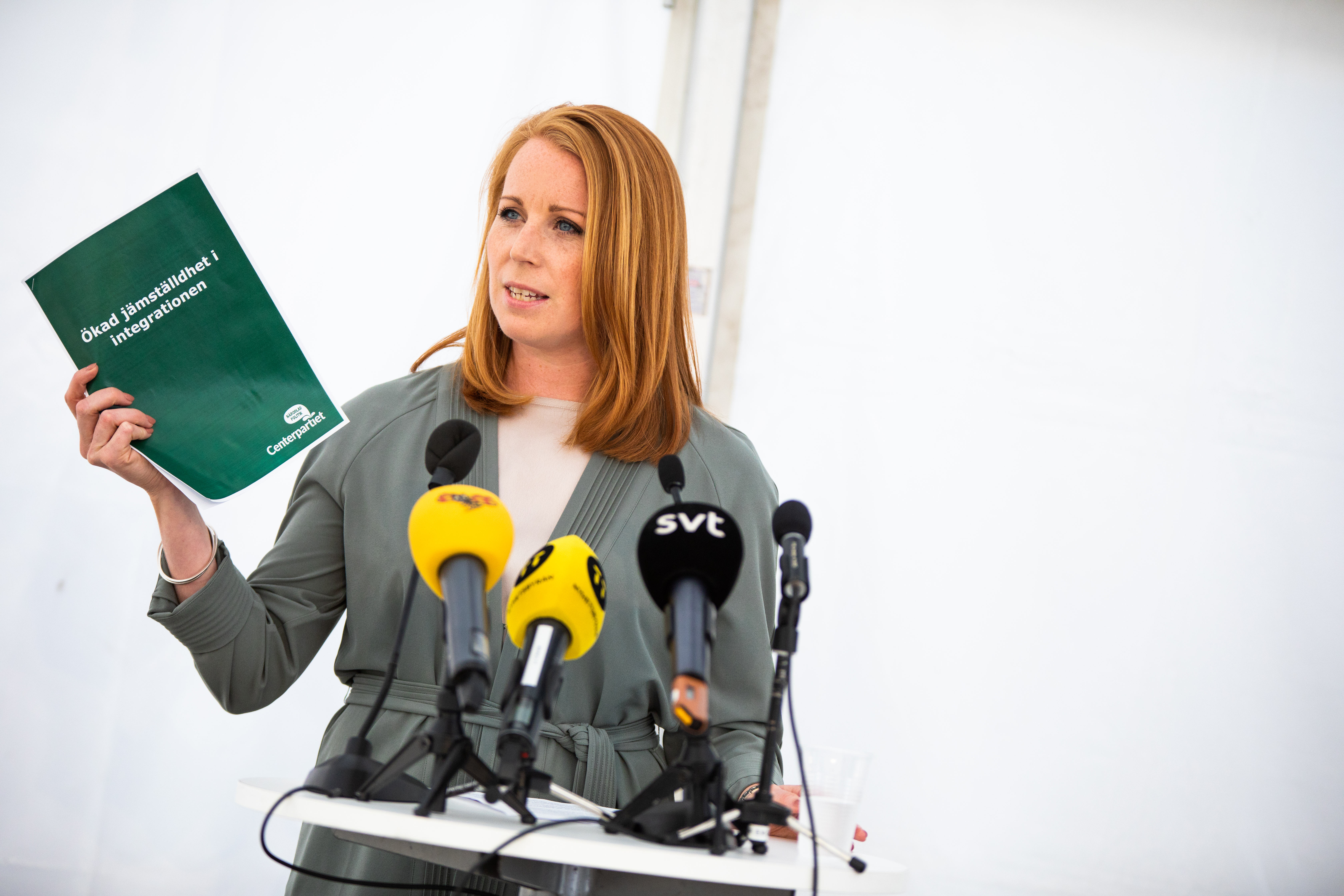
Annie Lööf, líder do Partido do Centro desde 2011.

| Data    | Líder                   | CI. | Votos     | %            | +/- | Deputados | +/-     | Status            |
| ------- | ----------------------- | --- | --------- | ------------ | --- | --------- | ------- | ----------------- |
| 09/1914 |                         | 4.º | 1 507     | 0,2 / 100,0  |     | 0 / 230   |         | Extra-parlamentar |
| 1917    | Erik Eriksson           | 5.º | 39 262    | 5,3 / 100,0  | 5,1 | 9 / 230   | 9       | Oposição          |
| 1920    | Johan Andersson         | 4.º | 52 318    | 7,9 / 100,0  | 2,6 | 20 / 230  | 11      | Oposição          |
| 1921    | Johan Andersson         | 4.º | 192 269   | 11,0 / 100,0 | 3,1 | 21 / 230  | 1       | Oposição          |
| 1924    | Johan Andersson         | 4.º | 190 396   | 10,8 / 100,0 | 0,2 | 23 / 230  | 2       | Oposição          |
| 1928    | Olof Olsson             | 4.º | 263 501   | 11,2 / 100,0 | 0,4 | 27 / 230  | 4       | Oposição          |
| 1932    | Olof Olsson             | 3.º | 321 215   | 14,1 / 100,0 | 2,9 | 36 / 230  | 9       | Oposição          |
| 1936    | Axel Pehrsson-Bramstorp | 3.º | 418 840   | 14,4 / 100,0 | 0,3 | 36 / 230  | Estável | Oposição          |
| 1940    | Axel Pehrsson-Bramstorp | 3.º | 344 345   | 12,0 / 100,0 | 2,4 | 28 / 230  | 8       | Governo           |
| 1944    | Axel Pehrsson-Bramstorp | 3.º | 421 094   | 13,6 / 100,0 | 1,6 | 35 / 230  | 7       | Governo           |
| 1948    | Axel Pehrsson-Bramstorp | 3.º | 480 421   | 12,4 / 100,0 | 1,2 | 30 / 230  | 5       | Oposição          |
| 1952    | Gunnar Hedlund          | 4.º | 406 183   | 10,7 / 100,0 | 1,7 | 26 / 230  | 4       | Governo           |
| 1956    | Gunnar Hedlund          | 4.º | 366 612   | 9,5 / 100,0  | 1,2 | 19 / 231  | 7       | Governo           |
| 1958    | Gunnar Hedlund          | 4.º | 486 760   | 12,7 / 100,0 | 3,2 | 32 / 231  | 13      | Oposição          |
| 1960    | Gunnar Hedlund          | 4.º | 579 007   | 13,6 / 100,0 | 0,9 | 34 / 232  | 2       | Oposição          |
| 1964    | Gunnar Hedlund          | 4.º | 559 632   | 13,2 / 100,0 | 0,4 | 36 / 233  | 2       | Oposição          |
| 1968    | Gunnar Hedlund          | 2.º | 757 215   | 15,7 / 100,0 | 2,5 | 39 / 233  | 3       | Oposição          |
| 1970    | Gunnar Hedlund          | 2.º | 991 208   | 19,9 / 100,0 | 4,2 | 71 / 350  | 32      | Oposição          |
| 1973    | Thorbjörn Fälldin       | 2.º | 1 295 246 | 25,1 / 100,0 | 5,2 | 90 / 350  | 19      | Oposição          |
| 1976    | Thorbjörn Fälldin       | 2.º | 1 309 669 | 24,1 / 100,0 | 1,0 | 86 / 349  | 4       | Governo           |
| 1979    | Thorbjörn Fälldin       | 3.º | 984 589   | 18,1 / 100,0 | 6,0 | 64 / 349  | 22      | Governo           |
| 1982    | Thorbjörn Fälldin       | 3.º | 859 618   | 15,5 / 100,0 | 2,6 | 56 / 349  | 8       | Oposição          |
| 1985    | Thorbjörn Fälldin       | 4.º | 490 999   | 8,8 / 100,0  | 6,7 | 43 / 349  | 13      | Oposição          |
| 1988    | Olof Johansson          | 4.º | 607 240   | 11,3 / 100,0 | 2,5 | 42 / 349  | 1       | Oposição          |
| 1991    | Olof Johansson          | 4.º | 465 356   | 8,5 / 100,0  | 2,8 | 31 / 349  | 11      | Governo           |
| 1994    | Olof Johansson          | 3.º | 425 153   | 7,7 / 100,0  | 0,8 | 27 / 349  | 4       | Oposição          |
| 1998    | Lennart Daléus          | 5.º | 269 762   | 5,1 / 100,0  | 2,6 | 18 / 349  | 9       | Oposição          |
| 2002    | Maud Olofsson           | 6.º | 328 428   | 6,2 / 100,0  | 1,1 | 22 / 349  | 4       | Oposição          |
| 2006    | Maud Olofsson           | 3.º | 437 389   | 7,9 / 100,0  | 1,7 | 29 / 349  | 7       | Governo           |
| 2010    | Maud Olofsson           | 5.º | 390 804   | 6,6 / 100,0  | 1,3 | 23 / 349  | 1       | Governo           |
| 2014    | Annie Lööf              | 6.º | 370 834   | 6,1 / 100,0  | 0,5 | 22 / 349  | 1       | Oposição          |
| 2018    | Annie Lööf              | 4.º | 523 089   | 8,6 / 100,0  | 2,5 | 31 / 349  | 9       | Apoio parlamentar |
| 2022    | Annie Lööf              | 4.º | 415 880   | 6,7 / 100,0  | 1,9 | 24 / 349  | 7       |                   |

### Eleições regionais
| Data | CI. | Votos     | %            | +/-     | Deputados   | +/-     |
| ---- | --- | --------- | ------------ | ------- | ----------- | ------- |
| 1918 | 6.º | 94 679    | 5,5 / 100,0  |         | 26 / 1 240  |         |
| 1919 | 4.º | 123 549   | 8,1 / 100,0  | 4,3     | 94 / 1 103  | 66      |
| 1922 | 4.º | 129 293   | 14,5 / 100,0 | 6,4     | 162 / 1 122 | 68      |
| 1926 | 4.º | 172 394   | 14,3 / 100,0 | 0,2     | 164 / 1 126 | 2       |
| 1930 | 3.º | 227 409   | 15,6 / 100,0 | 1,3     | 187 / 1 132 | 23      |
| 1934 | 3.º | 279 174   | 16,6 / 100,0 | 1,0     | 212 / 1 140 | Aumento |
| 1938 | 3.º | 328 834   | 15,6 / 100,0 | 0,7     | 176 / 1 149 | 36      |
| 1942 | 2.º | 380 851   | 16,6 / 100,0 | 1,0     | 211 / 1 154 | 35      |
| 1946 | 2.º | 452 498   | 17,5 / 100,0 | 0,8     | 242 / 1 181 | 31      |
| 1950 | 3.º | 464 927   | 15,7 / 100,0 | 1,8     | 218 / 1 212 | 24      |
| 1954 | 4.º | 391 836   | 13,3 / 100,0 | 2,4     | 193 / 1 385 | 25      |
| 1958 | 3.º | 495 004   | 16,5 / 100,0 | 3,2     | 225 / 1 406 | 32      |
| 1962 | 2.º | 510 552   | 15,9 / 100,0 | 0,6     | 227 / 1 513 | 2       |
| 1966 | 2.º | 592 507   | 16,7 / 100,0 | 0,8     | 287 / 1 513 | 60      |
| 1970 | 2.º | 923 586   | 20,6 / 100,0 | 3,9     | 348 / 1 524 | 61      |
| 1973 | 2.º | 1 176 731 | 25,2 / 100,0 | 4,6     | 427 / 1 519 | 79      |
| 1976 | 2.º | 1 169 046 | 23,2 / 100,0 | 2,0     | 423 / 1 683 | 4       |
| 1979 | 3.º | 935 810   | 18,6 / 100,0 | 4,6     | 346 / 1 705 | 77      |
| 1982 | 3.º | 821 994   | 16,0 / 100,0 | 2,6     | 305 / 1 717 | 41      |
| 1985 | 4.º | 616 646   | 12,0 / 100,0 | 4,0     | 236 / 1 733 | 69      |
| 1988 | 3.º | 613 502   | 12,4 / 100,0 | 0,4     | 241 / 1 743 | 5       |
| 1991 | 3.º | 546 033   | 11,0 / 100,0 | 1,4     | 218 / 1 763 | 23      |
| 1994 | 3.º | 479 165   | 9,4 / 100,0  | 1,6     | 190 / 1 777 | 28      |
| 1998 | 5.º | 345 090   | 6,7 / 100,0  | 2,7     | 123 / 1 646 | 67      |
| 2002 | 6.º | 365 128   | 6,9 / 100,0  | 0,2     | 139 / 1 656 | 16      |
| 2006 | 3.º | 427 108   | 7,9 / 100,0  | 1,0     | 156 / 1 656 | 17      |
| 2010 | 5.º | 334 809   | 6,3 / 100,0  | 1,6     | 122 / 1 662 | 34      |
| 2014 | 6.º | 387 555   | 6,3 / 100,0  | Estável | 125 / 1 678 | 3       |
| 2018 | 4.º | 539 075   | 8,4 / 100,0  | 2,1     | 155 / 1 696 | 30      |

### Eleições municipais
| Data | CI. | Votos     | %            | +/- | Deputados      | +/-  |
| ---- | --- | --------- | ------------ | --- | -------------- | ---- |
| 1938 |     |           |              |     | 4 665 / 27 524 |      |
| 1942 |     |           |              |     | 4 992 / 27 837 | 327  |
| 1946 |     |           |              |     | 6 716 / 31 085 | 1724 |
| 1950 |     |           |              |     | 7 472 / 32 983 | 756  |
| 1954 |     |           |              |     | 6 532 / 33 048 | 940  |
| 1958 |     |           |              |     | 7 593 / 32 877 | 1241 |
| 1962 | 4.º | 514 458   | 12,7 / 100,0 |     | 7 389 / 32 282 | 204  |
| 1966 | 4.º | 577 600   | 13,2 / 100,0 | 0,5 | 7 504 / 29 546 | 115  |
| 1970 | 2.º | 934 623   | 18,8 / 100,0 | 5,6 | 4 595 / 18 327 | 2909 |
| 1973 | 2.º | 1 216 291 | 23,7 / 100,0 | 4,9 | 3 609 / 13 236 | 986  |
| 1976 | 2.º | 1 227 479 | 22,1 / 100,0 | 1,6 | 3 478 / 13 247 | 131  |
| 1979 | 3.º | 982 050   | 17,7 / 100,0 | 4,4 | 2 926 / 13 369 | 552  |
| 1982 | 3.º | 865 746   | 15,3 / 100,0 | 2,4 | 2 599 / 13 500 | 327  |
| 1985 | 4.º | 673 793   | 11,9 / 100,0 | 3,4 | 2 176 / 13 520 | 423  |
| 1988 | 3.º | 677 772   | 12,5 / 100,0 | 0,6 | 2 242 / 13 564 | 66   |
| 1991 | 3.º | 617 319   | 11,2 / 100,0 | 1,3 | 2 065 / 13 526 | 177  |
| 1994 | 3.º | 566 815   | 10,1 / 100,0 | 1,1 | 1 885 / 13 550 | 180  |
| 1998 | 4.º | 432 407   | 8,2 / 100,0  | 4,4 | 1 568 / 13 388 | 317  |
| 2002 | 4.º | 458 274   | 8,6 / 100,0  | 0,4 | 1 689 / 13 274 | 121  |
| 2006 | 3.º | 501 377   | 9,1 / 100,0  | 0,5 | 1 686 / 13 092 | 3    |
| 2010 | 4.º | 450 609   | 7,6 / 100,0  | 1,5 | 1 399 / 12 978 | 287  |
| 2014 | 4.º | 489 381   | 7,9 / 100,0  | 0,3 | 1 411 / 12 780 | 12   |
| 2018 | 3.º | 631 812   | 9,7 / 100,0  | 1,8 | 1 603 / 12 700 | 192  |

### Eleições europeias
| Data | Cabeça de lista   | CI. | Votos   | %            | +/- | Deputados    | +/-               |
| ---- | ----------------- | --- | ------- | ------------ | --- | ------------ | ----------------- |
| 1995 | Karl Erik Olsson  | 5.º | 192 077 | 7,2 / 100,0  |     | 2 / 22       |                   |
| 1999 | Karl Erik Olsson  | 7.º | 151 442 | 6,0 / 100,0  | 1,2 | 1 / 22       | 1                 |
| 2004 | Lena Ek           | 6.º | 157 258 | 6,3 / 100,0  | 0,3 | 1 / 19       | Estável           |
| 2009 | Lena Ek           | 7.º | 173 414 | 5,5 / 100,0  | 0,8 | 1 / 181 / 20 | Estável · Estável |
| 2014 | Kent Johansson    | 6.º | 241 101 | 6,5 / 100,0  | 1,0 | 1 / 20       | Estável           |
| 2019 | Fredrick Federley | 5.º | 447 641 | 10,8 / 100,0 | 4,3 | 2 / 20       | 1                 |

## Presidentes
- Erik Eriksson (1916–1920)
- Johan Andersson (1920–1924)

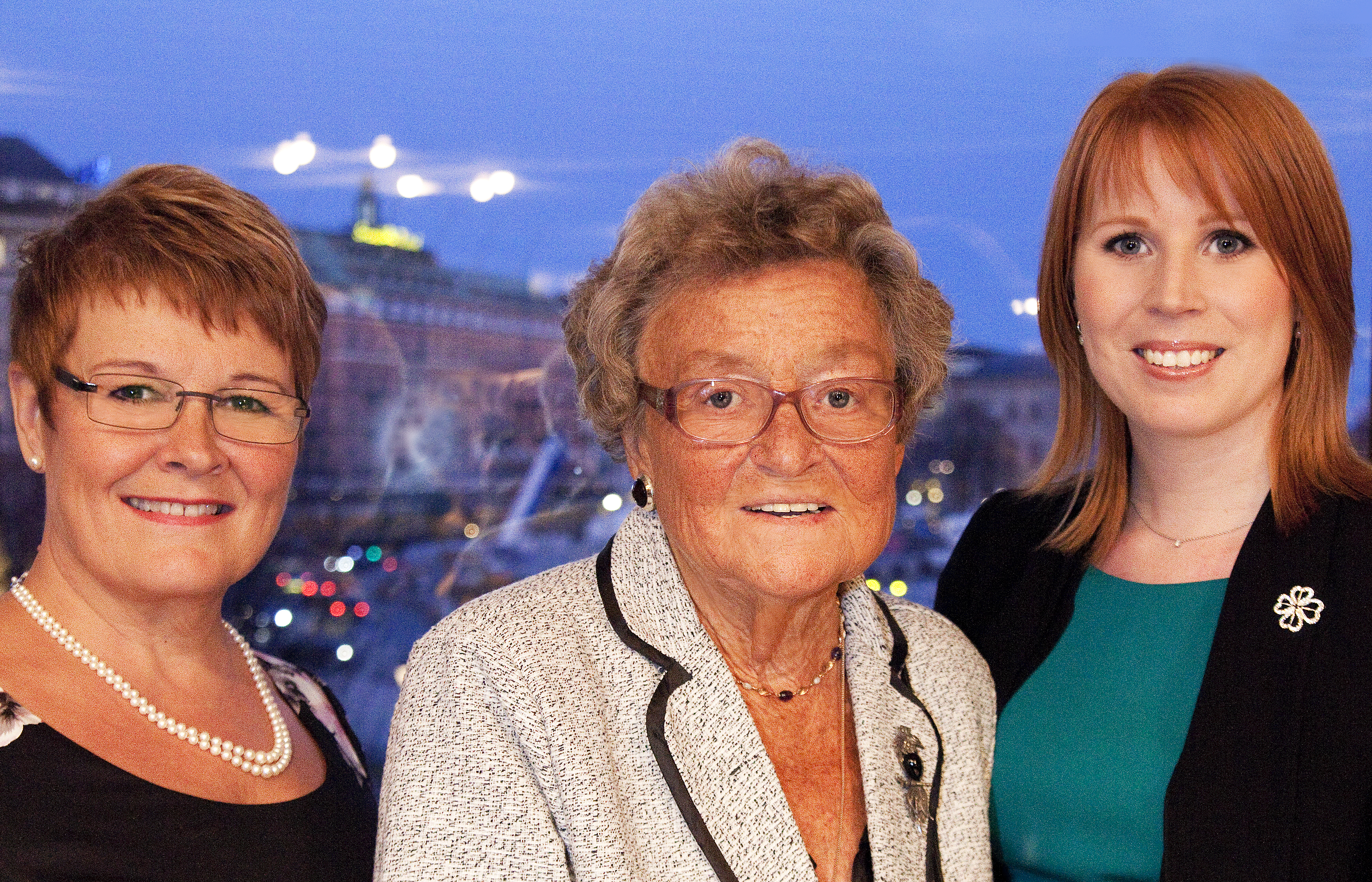
Da esquerda à direira: Maud Olofsson, Karin Söder, a primeira mulher na Suécia a liderar um partido e Annie Lööf.

- Johan Johansson i Kälkebo (1924–1928)
- Olof Olsson (1928–1934)
- Axel Pehrsson-Bramstorp (1934–1949)
- Gunnar Hedlund (1949–1971)
- Thorbjörn Fälldin (1971–1985)
- Karin Söder (1985–1987)
- Olof Johansson (1987–1998)
- Lennart Daléus (1998–2001)
- Maud Olofsson (2001–2011)
- Annie Lööf (2011–)

## Militantes em altos cargos do Estado

### Primeiros-Ministros

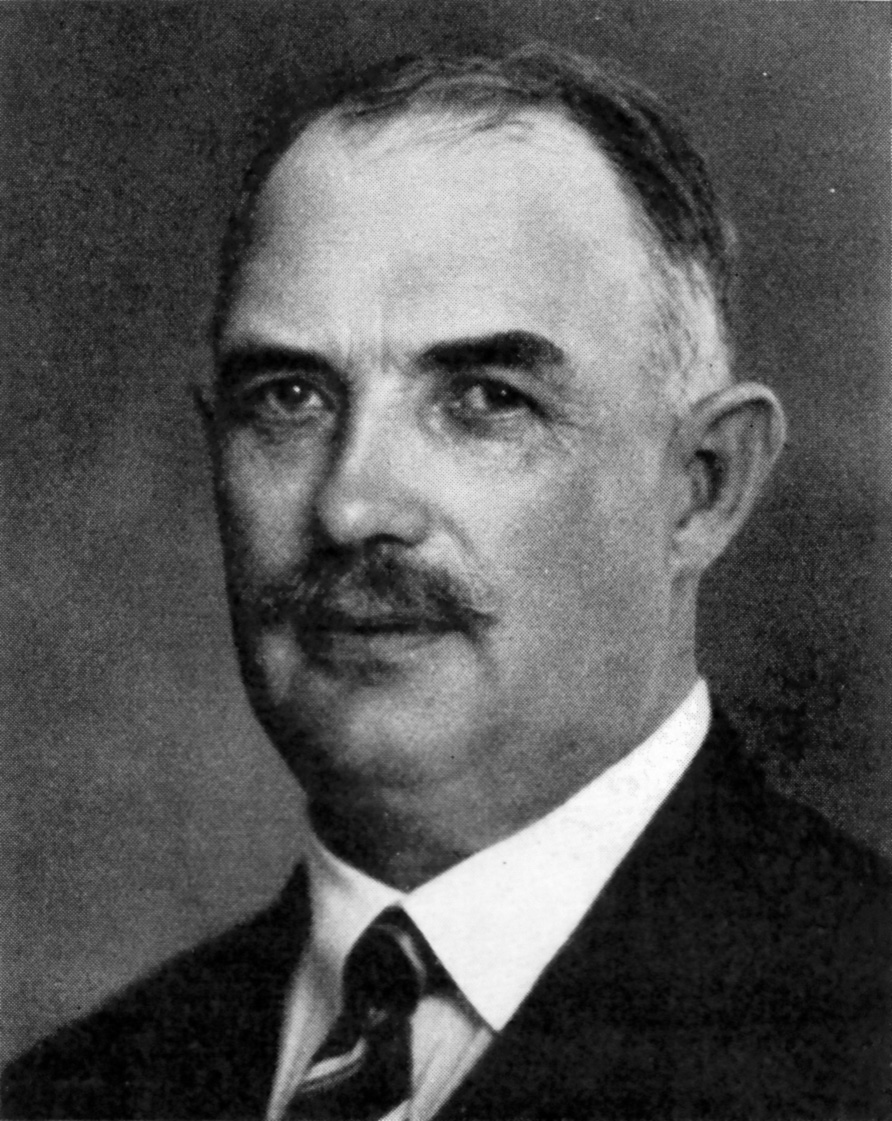
Axel Pehrsson-Bramstorp, primeiro-ministro entre 19 de junho e 28 de setembro de 1936
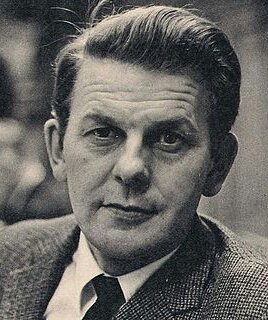
Thorbjörn Fälldin, primeiro-ministro de 8 de outubro de 1976 a 18 de outubro de 1978 e de 12 de outubro de 1979 a 2 de outubro de 1982